# Théodore Pescatore
Théodore Pescatore (Luxemburg-Stad, 14 juni 1871 – Bofferdange, 10 oktober 1931) was een Luxemburgs ingenieur en ondernemer.

## Leven en werk
Théodore Pescatore was een zoon van zakenman en volksvertegenwoordiger Dominique-Antoine Pescatore (1842-1916), vicevoorzitter van de Kamer van Afgevaardigden en schilderes Anna Feltz (1842-1933), en een oudere broer van kunstenares Françoise Pescatore (1877-1954). Hij trouwde in 1897 met Béatrice de Villegas, zij kregen drie kinderen.
Pescatore was de oprichter van de Société anonyme L'Auto-Mixte in Herstal, die tussen 1904 en 1913 op basis van een patent van de Belgische uitvinder Henri Pieper de eerste hybride auto's en vrachtwagens bouwden die werden aangedreven door benzine en elektriciteit. De elektriciteit werd opgewekt uit accu's die geproduceerd werden in de fabriek van zijn zwager Henri Tudor (getrouwd met Madeleine Pescatore) in Manchester. Deze auto's kregen veel aandacht op de Salon de l'automobile in januari 1906. Omdat het bedrijf niet genoeg kapitaal kon ophalen en de voertuigen niet het gehoopte succes hadden, kwam er in 1913 een einde aan Auto-Mixte. Hierna richtte Pescatore een mechanische werkplaats op in Bofferdange. 
Tussen 1921 en 1930 was Pecatore burgemeester van Lorentzweiler.